# المهمة: عائلة يوزاكورا
المهمة: عائلة يوزاكورا (بالإنجليزية: Mission: Yozakura Family)‏ هي سلسلة مانغا يابانية من تأليف هيتسوجي جوندايرا تم نشرها في أغسطس 2019 في مجلة شونن جمب الأسبوعية.